# فواره چهار رودخانه
فوارهٔ چهار رودخانه (ایتالیایی: Fontana dei Quattro Fiumi) فواره‌ای در میدان پیاتسا ناوونا در شهر رم ایتالیاست که در سال ۱۶۵۱ میلادی توسط جان لورنتسو برنینی برای پاپ اینوسنت دهم طراحی و ساخته شد که کاخ خانوادگی‌اش و همچنین کلیسای سانت‌آنیزه این آگونه که وی مسئولیتش را به عهده داشت، در این میدان قرار داشتند.
پایه فواره حوضچه‌ای است که از مرکز آن سنگ‌های تراورتن برای نگهداری از چهار خدای رودخانه بیرون زده و بالای آن‌ها نسخه‌ای کپی از یک ابلیسک مصری قرار دارد که بر فرازش نماد خانواده پامفیلی (یک کبوتر با شاخه‌ای زیتون) جای گرفته است. این سازه به‌طور کلی، نمادی از چهار رودخانه بزرگ در چهار قاره جهان است که قدرت پاپ از طریق آنها گسترش یافته است: نیل نماینده آفریقا، دانوب نماینده اروپا، گنگ نماینده آسیا و ریو دلا پلاتا نماینده قاره آمریکا. 

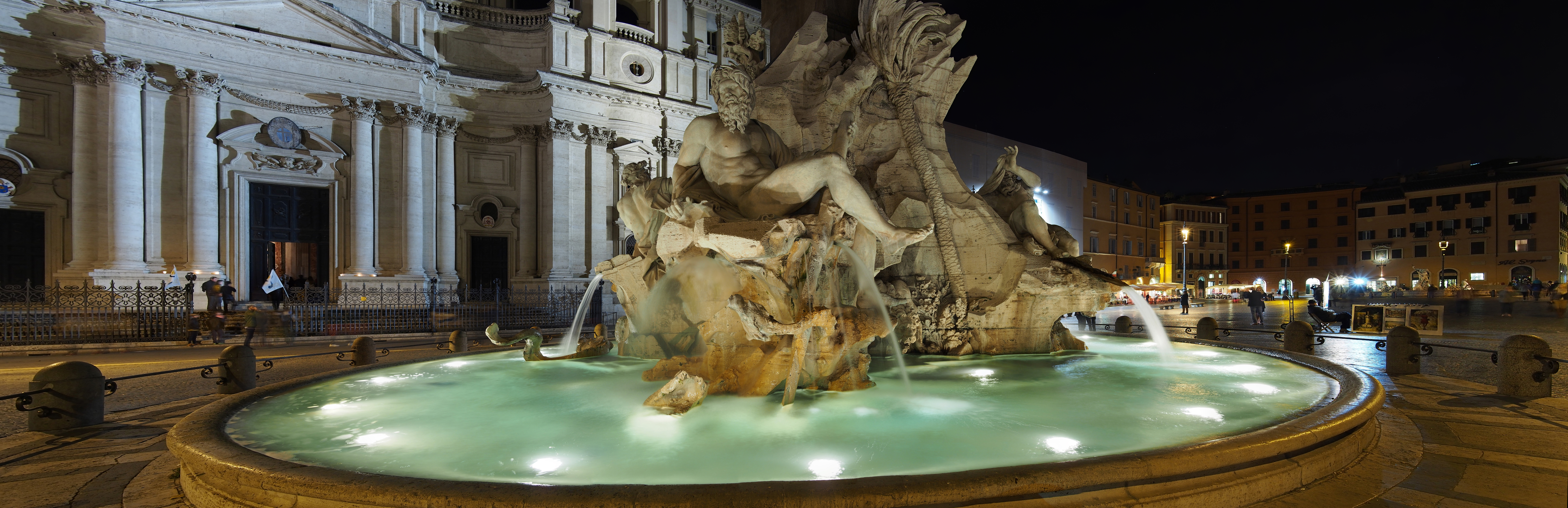
نمایی از چشمه چهار رود در شب که خدای رودخانه گنگ در جلو قابل مشاهده است.